# Drapeaux de Besançon

Drapeau officiel de Besançon.

La ville de Besançon compte dix drapeaux dont neuf officiels — avec deux drapeaux de la ville, sept drapeaux de quartier et un drapeau militaire — mais n'en utilise actuellement qu'un, le drapeau officiel formé de trois bandes verticales égales rouge, jaune et noire.

## Drapeaux de la ville

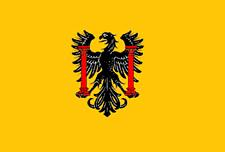
Drapeau bisontin armorié.

Le drapeau de Besançon est formé de trois bandes verticales égales rouge, jaune et noire, provenant des armoiries de la ville. Il ressemble au drapeau de la Belgique avec un inversement des bandes rouge et noire. La forme actuelle de ce drapeau existe depuis les années 1920. On le retrouve souvent sur les façades de l'hôtel de ville, parfois de la préfecture, du palais de Justice ainsi que sur le pont Battant, le pont principal de Besançon
La ville compte également une autre version de son drapeau : le drapeau bisontin armorié. Il se compose de l'aigle de sable des armoiries de la ville, tenant de ses serres deux colonnes de gueules brochant sur les ailes, sur un fond jaune.

## Drapeaux des quartiers
La ville de Besançon était divisée en sept quartiers durant le Moyen Âge, et chaque secteur de la ville possédait son propre drapeau. Ils étaient utilisés lors de grands évènements et étaient également apposés sur la façade de l'hôtel de ville le reste de l'année, mais ils furent cependant abolis à la Révolution française, avant de faire un retour depuis l'été 2003.

Drapeau de Battant.
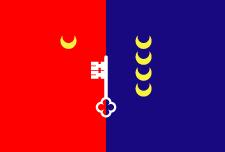
Drapeau de Chamars.
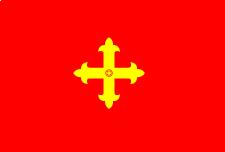
Drapeau de Charmont.
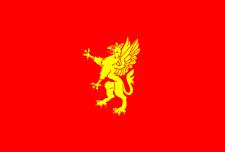
Drapeau du secteur du Bourg.
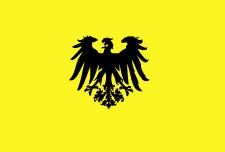
Drapeau de Saint-Quentin.
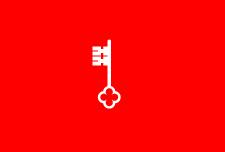
Drapeau de Saint-Pierre.
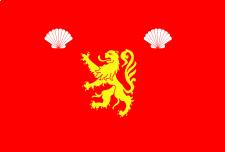
Drapeau des Arènes.

## Ancien drapeau militaire

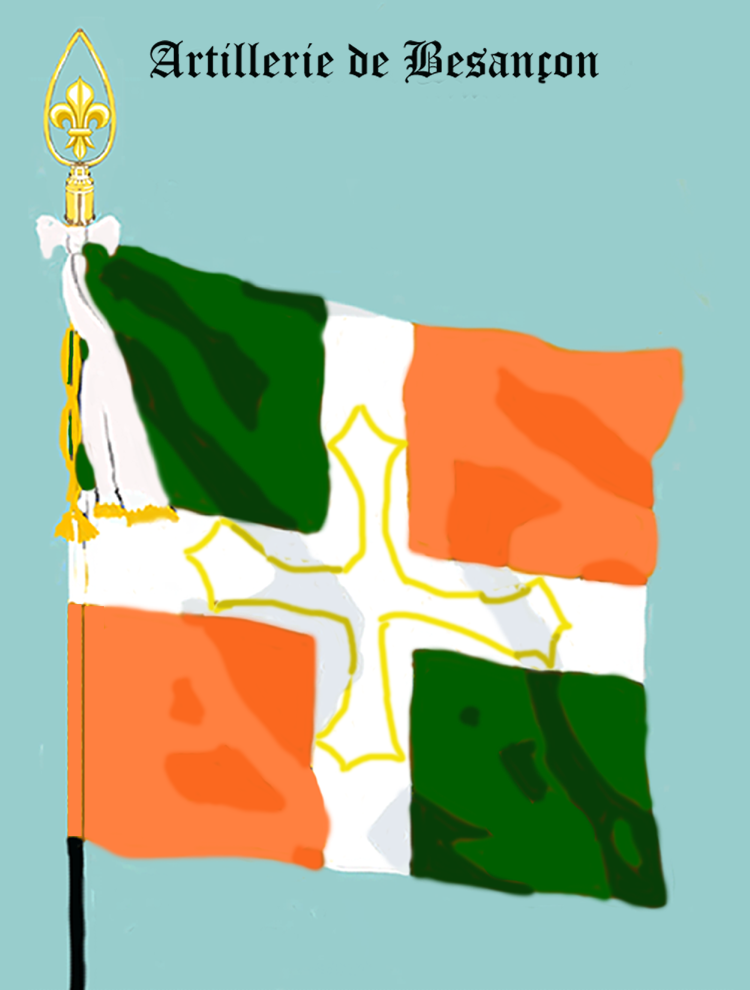
Drapeau du régiment d'artillerie de Besançon.

La ville compte également un ancien drapeau militaire, héritage du régiment de Besançon artillerie stationné dans la ville jusqu'au début du XIXe siècle (aujourd'hui le 3e régiment d'artillerie).